# Fraccionamiento Ocuiltzapotlán Dos
Fraccionamiento Ocuiltzapotlán Dos es una localidad del municipio de Centro ubicado en la subregión centro del estado mexicano de Tabasco.

## Geografía
La localidad de Fraccionamiento Ocuiltzapotlán Dos se sitúa en las coordenadas geográficas 18°06′32″N 92°52′04″O / 18.108889, -92.867778, a una elevación de 10 metros sobre el nivel del mar.

## Demografía
Según el Conteo de Población y Vivienda 2020, efectuado por el Instituto Nacional de Estadística y Geografía, la localidad de Fraccionamiento Ocuiltzapotlán Dos tiene 5,866 habitantes, de los cuales 2,789 son del sexo masculino y 3,077 del sexo femenino. Su tasa de fecundidad es de 1.58 hijos por mujer y tiene 1,728 viviendas particulares habitadas.
| Gráfica de evolución demográfica de Fraccionamiento Ocuiltzapotlán Dos entre 1990 y 2020 |
|                                                                                          |
| INEGI.                                                                                   |